# هنري ميرشنت
هنري ميرشنت (بالإنجليزية: Henry Marchant) (و. 1741 – 1796 م) هو محام، وقاض من الولايات المتحدة الأمريكية .

## التعليم
تعلم في جامعة بنسلفانيا.